# Турноэль
Замок Турноэль (фр. Château de Tournoël) — древний замок во Франции в коммуне Вольвик региона Овернь.
В 1889 году он был включён в список исторических памятников.
Первоначально крепость принадлежала графам Оверни, но её осада в 1213 году положила конец войне между Ги II и Филиппом II Августом и ознаменовала присоединение большей части графства Овернь к королевству. Впоследствии замок перешёл во владение королевской семьи и в конечном итоге побывал в руках различных аристократических семей, от Мольмонов до Шабролей.

## Местоположение
Замок Турноэль построен на отроге Пюи-де-ла-Баньер, на скалистом уступе высотой 594 м, возвышающемся над равниной Лимань, в 1,5 км к северу от коммуны Вольвик в департаменте Пюи-де-Дом региона Овернь — Рона — Альпы.
Замок, возвышающийся над равниной Лимань, открывал вид на окрестности города Рьом, торговой и судебной столицы Нижней Оверни, а также на аббатство Мозак. Таким образом, в радиусе 5 км Турноэль играл роль уравновешивающей силы в этом трио консульской, королевской и религиозной власти.
Изолированность замка на этом вулканическом выступе также обеспечивала большую безопасность отступления. Более того, замок Турноэль имел репутацию «неприступного» или «неприступного, защищённого снаружи очень высокими склонами, очень глубокими долинами, многочисленными башнями и стенами, а внутри снабженного вооружёнными людьми и провизией», как описывал его Гийом Бретонский в начале XIII века.